# 特丁津
特丁津（英語：Terbuthylazine）是一种选择性的除草剂，在化学上属于氯三嗪类，结构和莠去津（草脱净）或西玛津类似，不同之处在于叔丁基基团取代了两者相同位置的异丙基或乙基基团。